# Kleindorfhain
Kleindorfhain ist ein Ortsteil der sächsischen Gemeinde Dorfhain im Landkreis Sächsische Schweiz-Osterzgebirge.

## Geografie
Der Ort liegt nordöstlich des Steinberges (426 m) auf einem Höhenzug über den Tälern der Wilden Weißeritz und des Seerenbaches. Nördlich erstreckt sich der Tharandter Wald. Im Nordwesten liegt der Seerenteich. 
Die Bebauungen von Kleindorfhain und die der anderen beiden Dorfhainer Ortsteile Mitteldorfhain und Großdorfhain gehen nahtlos ineinander über. Die Nachbarorte von Kleindorfhain sind:
- Grillenburg im Nordwesten
- Tharandt im Norden
- Edle Krone im Osten
- Klingenberg im Südwesten
- Obercunnersdorf im Süden
- Mitteldorfhain im Südosten

## Geschichte
Das Waldhufendorf war ein Ortsteil von Mitteldorfhain, das wahrscheinlich dem heutigen Dorfhain entspricht. 1550 wohnten hier 17 besessene Mann, 31 Inwohner auf 12 Hufen.